# Шлях (Ливенский район)
Шлях — деревня в Ливенском районе Орловской области России. Входит в состав Вахновского сельского поселения.

## География
Деревня находится рядом с железной дорогой, где имеется остановочный пункт 81 км Московской железной дороги, на расстоянии 15 км к юго-западу от города Ливны, административного центра района.

## Население
| 2010 |
| ---- |
| 8    |